# الدوري العراقي الدرجة الأولى 2004–05
دوري الدرجة الأولى العراقي 2004 - 2005 وهو الدوري العراقي لفرق الدرجة الأولى أدنى من الدوري العراقي الممتاز في العراق للموسم 2004 - 2005 والذي ينظمه الاتحاد العراقي لكرة القدم شارك 53 فريق في موسم 2004 - 2005 من مختلف مناطق العراق مقسمة حسب المناطق الجغرافية، تم تقسيم الفرق المشاركة إلى ثمان مجموعات ضمت المجاميع الخمسة الأولى ستة فرق بينما ضمت المجموعة السادسة سبعة فرق وضمت كل من المجموعتين السابعة والثامنة ثمان فرق. صعد من كل مجموعة فريقان إلى الدور الثاني وتم تقسيمهم إلى أربعة مجاميع صعد من كل مجموعة فريق إلى دوري الدرجة الممتازة.

## دوري المجموعات

### المجموعة 1
- آرارات
- برايتي
- بروسك
- آسو
- آلة
- خاك

### المجموعة 2
- عقرة

نوروز
- آزادي
- بيشمرگة
- الثورة
- متين

### المجموعة 3
- الاسحاقي
- ابوغريب
- التاجي
- الاتصالات
- الطارمية
- أبو جعفر

### المجموعة 4
- الصليخ
- الشباب
- النهضة
- العمال
- الحسنين
- العدالة

### المجموعة 5
- الحسين
- امانة بغداد
- الصويرة
- المقدادية
- حيفا
- السياحة

### المجموعة 6
- الكوفة
- القاسم
- الجماهير
- المدحتية
- المشخاب
- الخورنق
- شباب الحسين

### المجموعة 7
- الشطرة
- المثنى
- واسط
- آل بدير
- النعمانية
- علي الغربي
- الحي
- الشامية

### المجموعة 8
- الفرات
- غاز الجنوب
- الكحلاء
- القرنة
- الزبير
- كهرباء الهارثة
- العمارة
- البحري[1]

## الدور الثاني
صعد إلى الدور الثاني 16 فريق تم تقسيمهم إلى أربعة مجاميع
كل مجموعة أربعة فرق

### المجموعة 1
- آرارات
- بروسك
- عقرة
- آزادي

### المجموعة 2
- الصليخ
- ابوغريب
- الاسحاقي
- الشباب

### المجموعة 3
- الكوفة
- امانة بغداد
- الحسين
- القاسم

### المجموعة 4
- الشطرة
- غاز الجنوب
- الفرات
- الحي

## الدور النهائي
صعد فريق من كل مجموعة إلى دوري الدرجة الممتازة العراقي موسم 2005-2006
- نادي آرارات
- نادي الصليخ
- نادي أمانة بغداد
- نادي الشطرة[2]